# Departamento General Roca (Córdoba)

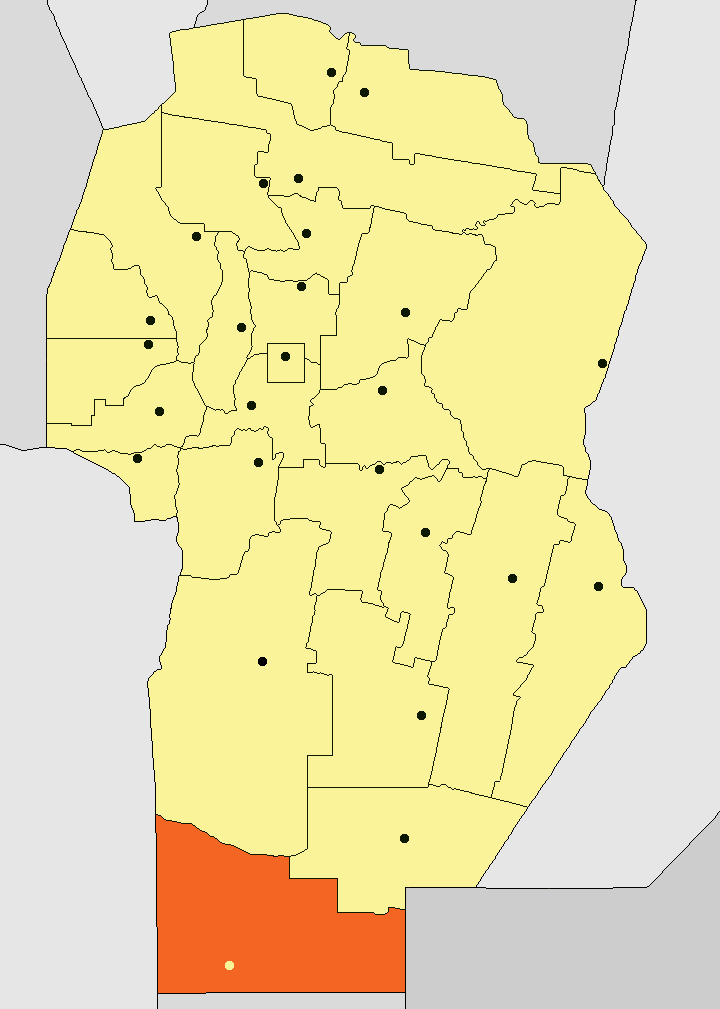
Lage des Departamento General Roca in der Provinz Córdoba

General Roca ist ein Departamento im südlichen Zentrum der zentralargentinischen Provinz Córdoba.
Insgesamt leben dort 36.242 Menschen auf 12.642 km². Die Hauptstadt des Departamento ist Villa Huidobro.

## Städte und Dörfer
- Buchardo
- Del Campillo
- Huinca Renancó
- Italó
- Jovita
- Mattaldi
- Nicolás Bruzzone
- Onagoyti
- Pincén
- Ranqueles
- Villa Huidobro
- Villa Sarmiento
- Villa Valeria[2]